# Rupert Karner

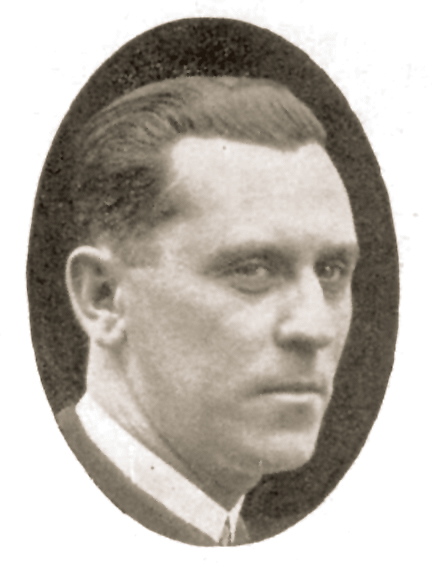
Rupert Karner 1921

Rupert Karner (* 1896; † 20. Mai 1928 in Budapest, Ungarn) war ein österreichischer Motorradrennfahrer. Er bestritt sowohl Straßen- als auch Bahn- und Bergrennen und konnte in seiner Laufbahn etwa 40 Siege einfahren.

## Leben
Rupert Karner begann 1920 mit dem Motorradrennsport. Von 1923 bis 1927 startete er auf Maschinen des englischen Herstellers Sunbeam, da sein Bruder Anton in Wien Importeur dieser Marke war, aber war auch Werksfahrer des österreichischen Herstellers Puch. Beim III. Großen Preis der Nationen am 6. September 1924 auf dem Circuito di Milano in Monza (Italien), bei dem mit der Motorrad-Europameisterschaft 1924 erstmals EM-Titel vergeben wurden, belegte er auf Puch hinter dem Belgier Maurice van Geert (Rush-Blackburne) und seinem Landsmann und Markenkollegen Hugo Höbel den dritten Platz. Im folgenden Jahr siegte er unter anderem bei der Österreichischen TT in Hinterbrühl auf Puch in der 175-cm³-Klasse.
Im Jahr 1926 belegte Karner auf Sunbeam beim VI. Großen Preis von Belgien auf dem knapp 15 Kilometer langen Circuit de Spa-Francorchamps im Rennen der Halbliterklasse hinter dem Briten Jimmie Simpson (A.J.S.) den zweiten Platz und wurde damit Vize-Europameister 1926.
Rupert Karner verunglückte am 20. Mai 1928 beim 350-cm³-Rennen um die Ungarische TT nahe Budapest schwer. Er kam, wohl auf einer D.S.H. mit MAG-Motor unterwegs, bei etwa 130 km/h von der Strecke ab und prallte mit dem Kopf gegen einen Kilometerstein. Der Österreicher wurde mit einem Schädelbasisbruch und weiteren Verletzungen in ein Krankenhaus gebracht, wo er kurz nach der Ankunft verstarb. Sein Grab befindet sich auf dem Baumgartner Friedhof (Gruppe F1, Nummer 454) in Wien-Baumgarten.

## Rennsiege
| Jahr | Klasse  | Maschine | Rennen                 | Strecke          |
| ---- | ------- | -------- | ---------------------- | ---------------- |
| 1924 | 500 cm³ | Sunbeam  | Seiberer-Bergrennen    | Seiberer Straße  |
| 1925 | 175 cm³ | Puch     | Österreichische TT     | Hinterbrühl      |
| 1926 | 500 cm³ | Sunbeam  | Tschechoslowakische TT | Karlova Studánka |